# Carrickglass

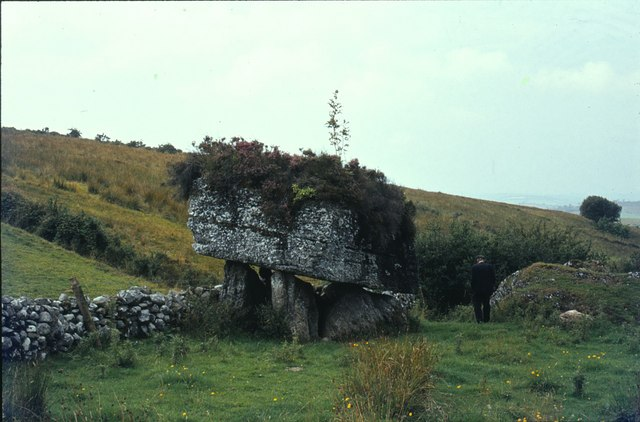
Een man staat naast Carrickglass, 1983

Carrickglass (of Labby-Rock, Iers: An Carraig Glas, de groene steen) is een dolmen in County Sligo (Ierland).
Deze wordt door Kenneth McNally de clown onder de Ierse dolmen genoemd. Dit komt door de bizarre verhoudingen van de neolithische megaliet die ca. 4000 v.Chr. werd gebouwd.
Bovenop bijna delicate draagstenen ligt een deksteen van grofkorrelige kalksteen met een gewicht van ongeveer 70 ton. Het met heide bedekte massieve blok is ongeveer 4,5 meter lang, 2,7 meter breed en 2,4 meter dik. 
Hoe deze massa werd op zijn plek werd getild, ongeveer 1,3 meter boven de grond, is onbekend. Vermoedelijk komt de steen van deze plaats, omdat het moeilijk voor te stellen is dat het vervoerd had kunnen worden. De kamer van de portal tomb is ongeveer 1,8 meter bij 0,9 meter groot. Op de site is lange tijd niet gegraven, maar in de 19e eeuw werd as van crematies ontdekt. De toegang werd afgesloten met deurpanelen. Portal tombs op de Britse eilanden bestaan uit twee even lange, staande stenen met een steen ertussen. Deze vormen een kamer die bedekt is met een (soms enorme) deksteen.
Dit afgelegen gedenkteken ligt aan de rand van het veld achter een boerderij, in de buurt van het noordelijke uiteinde van Lough Arrow, in Heapstown (ongeveer 6,4 km ten westen van noordwesten van Ballyfarnham).

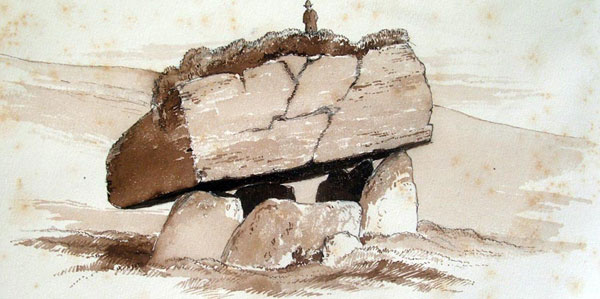
Tekening door William Frederick Wakeman, 1879
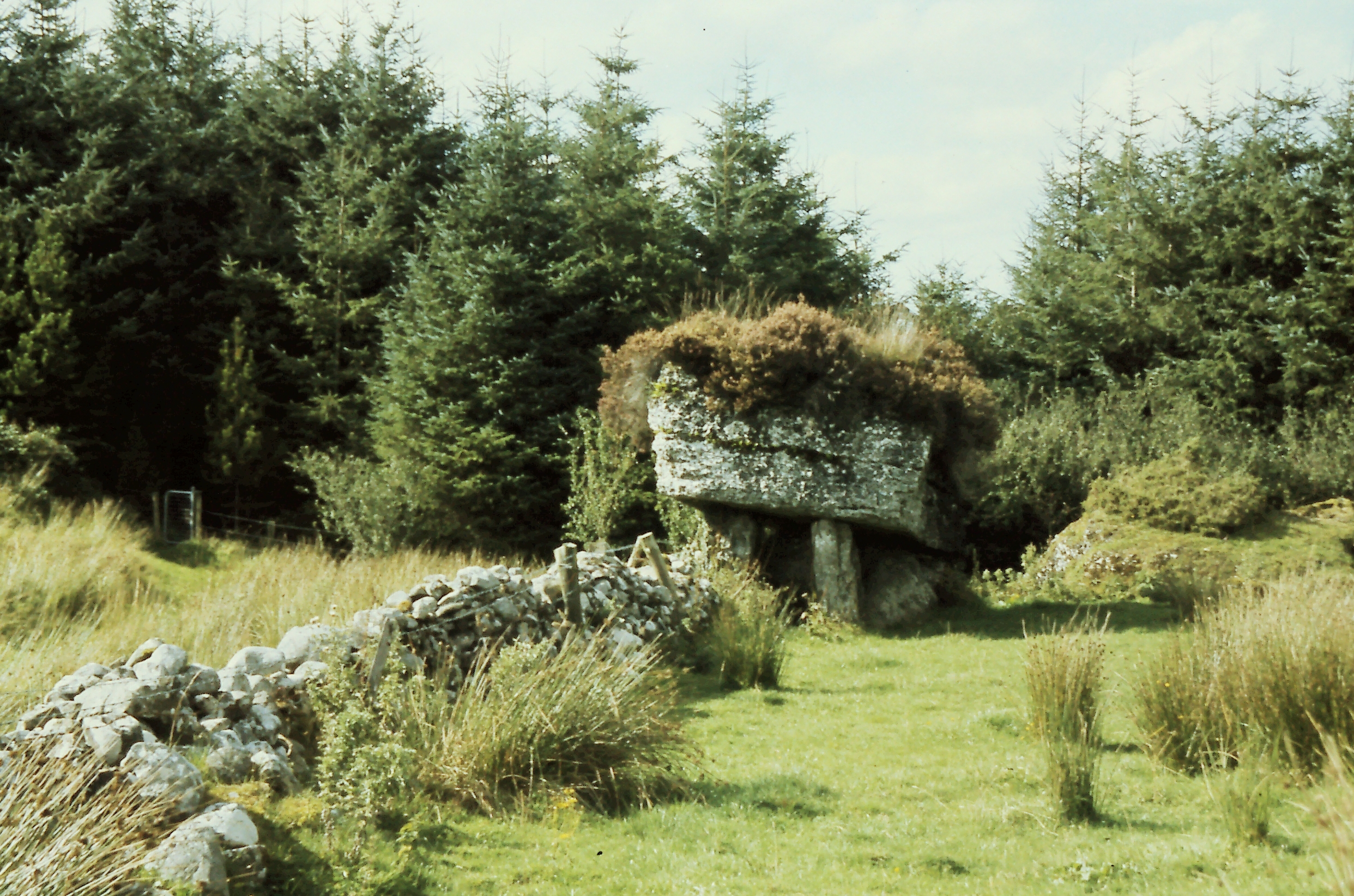
Carrickglass, 13 september 2003